# Malcoha de Diard
Phaenicophaeus diardi
Espèce
Statut de conservation UICN

 NT  : Quasi menacé
Synonymes
- Rhopodytes diardi

Le Malcoha de Diard (Phaenicophaeus diardi) est une espèce d'oiseaux de la famille des Cuculidae.

## Nomenclature
Son nom commémore le naturaliste et explorateur français Pierre-Médard Diard (1794-1863).

## Répartition
Son aire de répartition s'étend sur la Birmanie, la Thaïlande, la Malaisie, Singapour, Brunéi et l'Indonésie.

## Liste des sous-espèces
- Phaenicophaeus diardi borneensis (Salvadori, 1874)
- Phaenicophaeus diardi diardi (Lesson, 1830)